# نیکولو ویتوری
نیکولو ویتوری (ایتالیایی: Nicolò Vittori; ۱۳ مارس ۱۹۰۹ – ۲۶ مهٔ ۱۹۸۸) قایقران روئینگ اهل ایتالیا بود.
وی در مسابقات کشوری و بین‌المللی در مجموع برندهٔ ۵ مدال طلا، ۱ مدال نقره، ۱ مدال برنز شده‌است.